# U-23フットサル日本代表
U-23フットサル日本代表（アンダートゥエンティスリーフットサルにほんだいひょう）は、日本サッカー協会 (JFA) により編成される日本のフットサルの23歳以下の男子ナショナルチームである。

## ユニホーム
サッカー日本代表・サッカー女子日本代表・フットサル日本代表と同じく、青を基調としたデザインを採用。なお2012年から採用する「結束」を示すラインは黄色（エレクトリックイエロー）を使用。

## 歴代監督
- 2022年12月20日 - 現在  木暮賢一郎[3]